# Cyclops scutifer
Cyclops scutifer är en kräftdjursart som beskrevs av Georg Ossian Sars 1863. Cyclops scutifer ingår i släktet Cyclops och familjen Cyclopidae. Arten är reproducerande i Sverige. Inga underarter finns listade i Catalogue of Life.